# Cacício II da Arménia
Cacício II (em latim: Cacicius; em grego: Κακίκιος; romaniz.: Kakíkios; em armênio: Գագիկ; romaniz.: Gagik) foi um príncipe da Arménia da Dinastia Bagratúnio, tendo governado entre 1042 e 1045. Foi antecedido no governo por Asócio IV da Arménia, e foi deposto em 1045, com a anexação da Arménia pelo Império Bizantino.

## Nome
Cacício (Cacicius; Κακίκιος, Kakíkios) é a forma latina e grega do armênio Gaguique (Գագիկ, Gagik), cuja origem é desconhecida. Foi registrado em árabe como Jajique (em árabe: جاجيك; romaniz.: Jajiq).